# Unterseeboot 419
L'U-419 est un U-Boot type VIIC utilisé par la Kriegsmarine pendant la Seconde Guerre mondiale.
L'U-419 n'a ni coulé ni endommagé de navire au cours de l'unique patrouille (30 jours en mer) qu'il effectua.
Le sous-marin a également participé à une Rudeltaktik.
Il fut coulé par un avion britannique au milieu de l'Atlantique en octobre 1943.

## Conception
Unterseeboot type VII, l'U-419 avait un déplacement de 769 tonnes en surface et 871 tonnes en plongée. Il avait une longueur totale de 67,10 m, un maitre-bau de 6,20 m, une hauteur de 9,60 m, et un tirant d'eau de 4,74 m. Le sous-marin était propulsé par deux hélices de 1,23 m, deux moteurs diesel F46 de six cylindres produisant un total de 2 060 à 2 350 kW en surface et de deux moteurs électriques Siemens-Schuckert GU 343/38-8 produisant un total 550 kW, en plongée. Le sous-marin avait une vitesse en surface de 17,7 nœuds (32,8 km/h) et une vitesse de 7,6 nœuds (14,1 km/h) en plongée. Immergé, il avait un rayon d'action de 80 millesmarins (150 km) à quatre nœuds (7,4 km/h; 4,6 milles par heure), en surface, son rayon d'action était de 8 500 milles nautiques (soit 15 700 km) à 10 nœuds (19 km/h).
L'U-419 était équipé de cinq tubes lance-torpilles de 53,3 cm (quatre montés à l'avant et un à l'arrière) et embarquait quatorze torpilles. Il était équipé d'un canon de 8,8 cm SK C/35 (220 coups) et d'un canon anti-aérien de 20 mm Flak. Son équipage comprenait 49 sous-mariniers. 

## Historique
Le sous-marin est commandé le 20 janvier 1941 à Dantzig (Danziger Werft), sa quille posée le 7 novembre 1941, il est lancé le 22 août 1942 et mis en service le 18 novembre 1942, sous le commandement de l'Oberleutnant zur Voir Dietrich Giersberg.
Il sert dans la 8. Unterseebootsflottille jusqu'au 31 juillet 1943 et dans la 11. Unterseebootsflottille jusqu'à sa perte.
Sa première patrouille est précédée d'un bref passage à Kiel et à Bergen. Il quitte Bergen le 13 septembre 1943 pour patrouiller dans l'Atlantique Nord entre l'Islande et les Îles Féroé. Le 8 octobre, il est attaqué et coulé à la position 56° 31′ N, 27° 05′ O, par des charges de profondeur lancées par un B-24 Liberator britannique du 86e escadron de la RAF.
48 membres d'équipage meurent dans cette attaque, laissant un survivant.

### Meutes
L'U-419 prend part à une Rudeltaktik ("meutes de loups") :
- Rossbach (24 septembre - 8 octobre 1943)

## Affectations
- 8. Unterseebootsflottille du 18 novembre 1942 au 31 juillet 1943 (Flottille d'entraînement).
- 11. Unterseebootsflottille du 1er août 1943 au 8 octobre 1943 (Flottille de combat).

## Commandement
- Oberleutnant zur See Dietrich Giersberg du 18 novembre 1942 au 8 octobre 1943.